# Alfons Mensdorff-Pouilly
Alfons Mensdorff-Pouilly (* 7. září 1953 Vídeň), celým jménem Alfons Eduard Alexander Antonius Maria Andreas Hubertus, je rakouský obchodník, lobbista a bývalý agent britského zbrojního koncernu BAE.

## Život

### Původ
Pochází ze šlechtického rodu Mensdorff-Pouilly, jeho otec byl hrabě Alexander Mensdorff-Pouilly, který se v roce 1952 oženil s Illonou Erdödy. Z manželství vzešly tři děti: Alfons, Antonius a Elisabeth.
Se sourozenci vyrůstal v bývalé celnici v Luisingu v Burgenlandu. Rodina vlastní 200 ha lesa a zemědělské plochy v okolí Luisingu, které dostala Illona Erdödy jako věno. Správu majetku převzal od otce, když mu bylo 27 let.

### Aféry
Alfons Mensdorff-Pouilly v 90. letech 20. století působil v České republice jako poradce firmy BAE Systems v souvislosti s rozhodováním o nákupu stíhaček JAS-39 Gripen, které si v roce 2004 česká vláda pronajala na deset let za více než 19 miliard korun.
V březnu 2009 na Mensdorff-Pouillyho uvalil rakouský soud koluzní vazbu, ale o pět týdnů později byl propuštěn. V dubnu zveřejnil rakouský časopis Format část tajné zprávy britské protikorupční služby, podle které Mensdorff-Pouilly korupčně manipuloval politický proces v případech nákupů letounů v Rakousku, Maďarsku a České republice. K tomuto účelu měl k dispozici asi 107,6 milionu eur (2,9 miliardy korun). V lednu 2010 ho britský protikorupční úřad obžaloval ze spiknutí za účelem korupce při dodávce stíhaček Jas-39 Gripen do České republiky, Maďarska a Rakouska. Podle britského úřadu v období od ledna 2002 do prosince 2008 spolu s dalšími osobami korumpoval neznámé představitele[kde?] a agenty vlád některých středoevropských a východoevropských zemí.
Alfons Mensdorff-Pouilly žije s bývalou rakouskou ministryní Marií Rauch-Kallatovou (* 1949). Z dřívějšího svazku s realitní makléřkou má syna Ferdinanda Mensdorff-Pouilly (* 1993).